# Ludwik Konarzewski (senior)

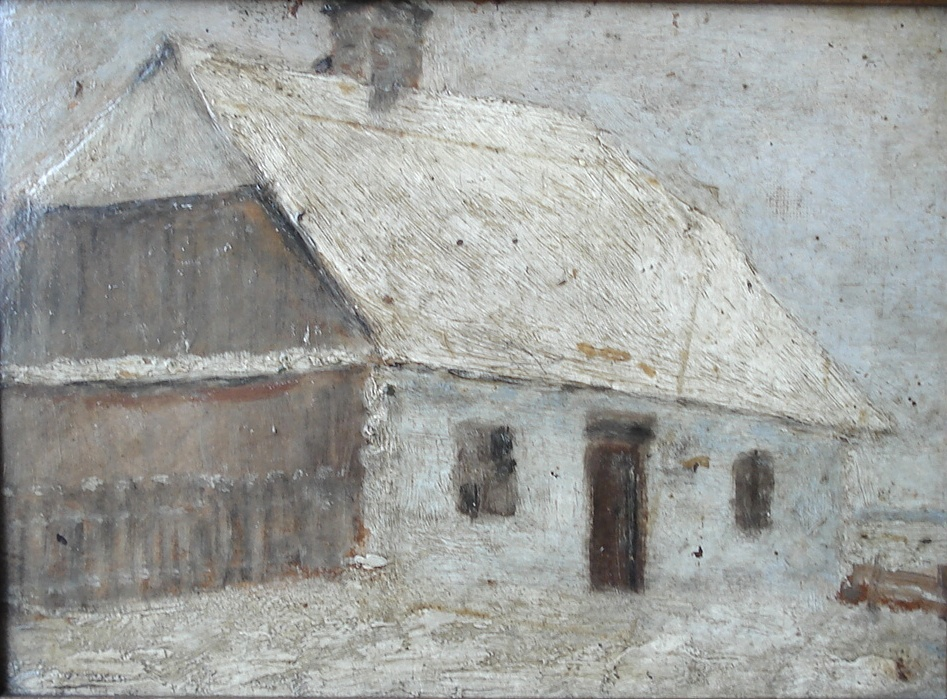
Chata z okolic Krakowa, ok. 1905 r.

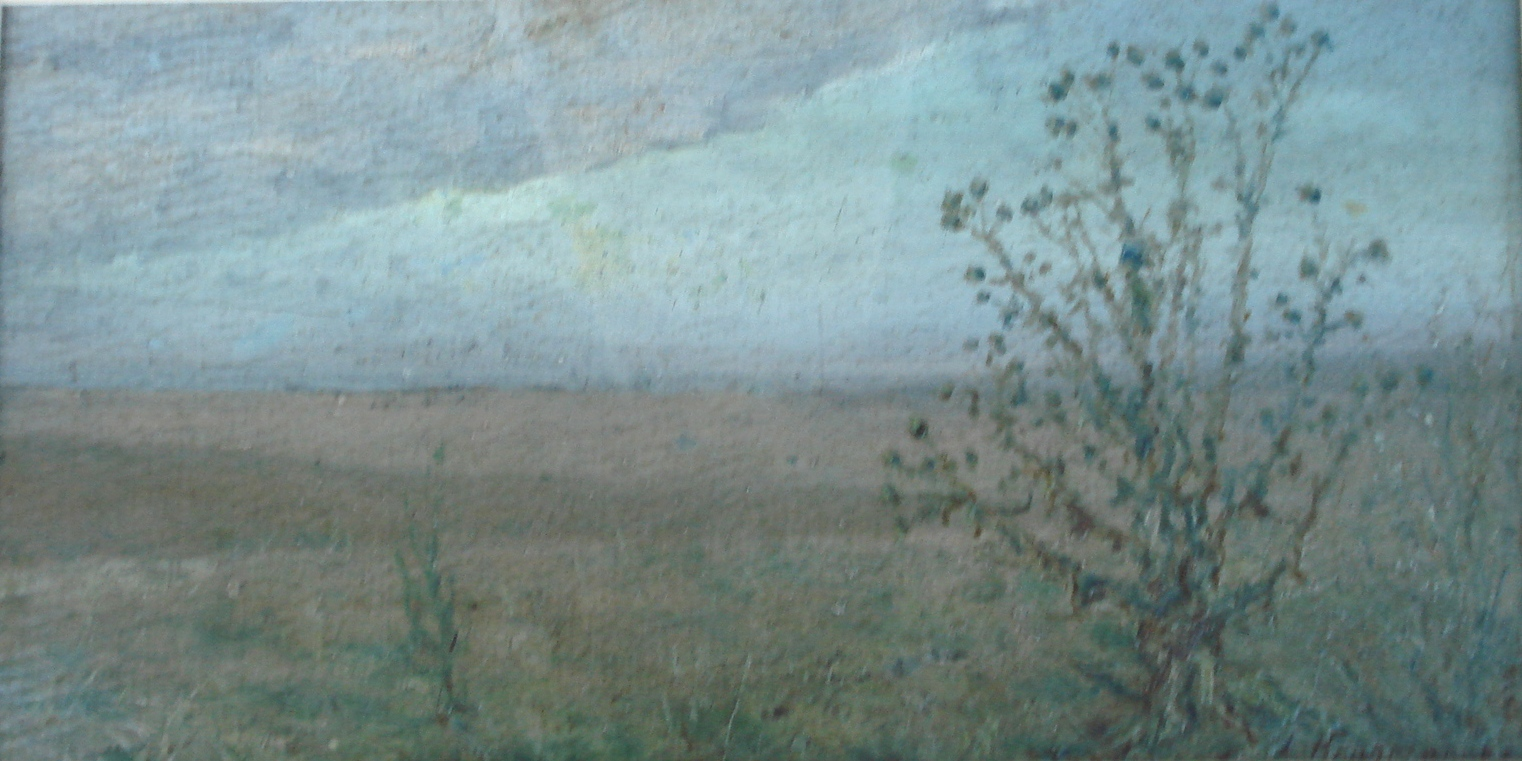
Krajobraz z ostem, Buzuluk ok. 1915 r.

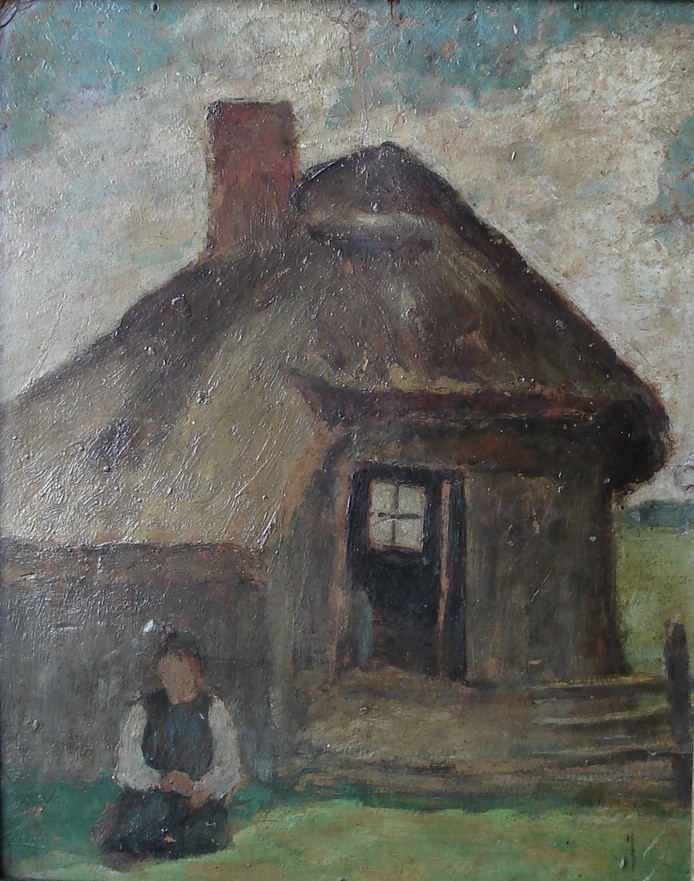
Przed chatą, ok. 1910 r.

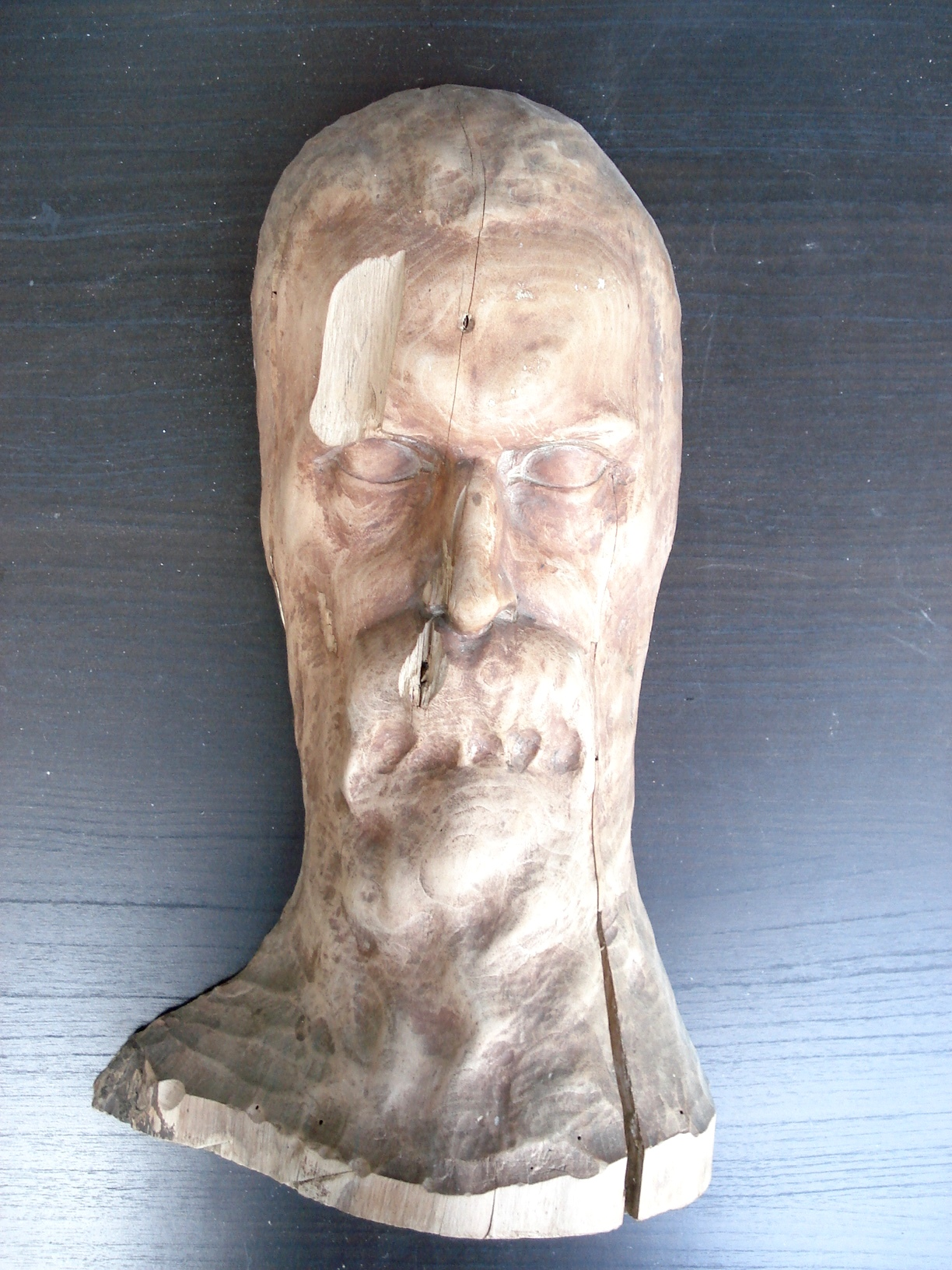
Mędrzec; rzeźba w drewnie gruszkowym, ok. 1930 r.

Ludwik Konarzewski senior (ur. 18 sierpnia 1885 w Wilanowie, zm. 2 października 1954 w Istebnej) – polski malarz, rzeźbiarz i pedagog artystyczny.

## Życiorys
Syn Stanisława Konarzewskiego, muzyka i kompozytora oraz Anny z Malinowskich. Swoją edukację artystyczną rozpoczął w Szkole Sztuk Pięknych w Warszawie w 1905 r., w której malarstwa uczył się pod kierunkiem Ferdynanda Ruszczyca i Konrada Krzyżanowskiego, a zdobnictwa i meblarstwa artystycznego u Karola Tichego. Z powodu udziału w manifestacjach młodzieży przeciwko caratowi w związku z rewolucją w 1905 r. rok później musiał opuścić Warszawę i swego ojca, by znaleźć się w Krakowie, gdzie na podstawie listu od rodziny Leona Wyczółkowskiego, kontynuował studia plastyczne w krakowskiej Akademii Sztuk Pięknych pod kierunkiem między innymi: Józefa Mehoffera, Jana Stanisławskiego i jakiś czas też – Stanisława Wyspiańskiego oraz w zakresie rzeźby – Konstantego Laszczki.
Wraz z poznanym podczas studiów w Krakowie Janem Wałachem – późniejszym znakomitym rysownikiem oraz grafikiem – drzeworytnikiem, po ukończeniu nauki na Akademii krakowskiej w 1910 r. Konarzewski odbył uzupełniającą podróż artystyczną do czterech ówczesnych ośrodków sztuki europejskiej – Paryża, Monachium Rzymu i Wiednia. Wkrótce potem Jan Wałach zaprosił go na swój ślub do Istebnej na rodzinnym Śląsku Cieszyńskim. Tutaj poznał Konarzewski jego siostrę – Jadwigę, z którą ożenił się w 1914 r. Młodzi małżonkowie wyjechali w podróż poślubną do ojca Ludwika – Stanisława na Mazowsze, gdzie zastał ich wybuch I wojny światowej. Tutaj zostali internowani przez władze carskie i zesłani w głąb Rosji, w okolice Buzułuku.
W miejscu internowania okazało się, że od dłuższego czasu przebywała tam spora grupa Polaków i Litwinów, którzy niewiele wiedzieli o rozwoju wypadków w kraju. Podczas pobytu Konarzewskich na zesłaniu około 1916 r. zmarł ich pierworodny syn Stanisław. Pewną pociechą stało się to, że z drugim synem, późniejszym malarzem – Ludwikiem Konarzewskim juniorem, urodzonym w 1918 r. w Buzułuku, udało im się powrócić do kraju. Podczas swojego pobytu w Rosji Ludwik Konarzewski senior sporo malował, a widząc niedolę żyjących tam rodaków, zapragnął również stworzyć kompozycje malarskie, które mogłyby ich poruszyć i w pewnym stopniu pokrzepić. To w głównej mierze skłoniło go do namalowania trzech alegorii patriotyczno – religijnych. Oprócz nich z okresu tego zachowało się jeszcze kilka obrazów.
Opuszczenie miejsca internowania pod koniec 1919 r. z jednej strony umożliwiły, a z drugiej wymusiły na Konarzewskich, niepokoje związane ze skutkami rewolucji październikowej. Poprzez rozmaite, bardzo często dramatyczne wydarzenia, dotarli po tygodniach do Odessy, by stamtąd, dzięki pomocy miejscowych Polaków i polskich organizacji, poprzez tzw. „zieloną granicę” – na początku 1920 r. – przybyć do Lwowa. W poszukiwaniu pracy, Ludwik Konarzewski zatrzymał się początkowo w Lublinie, a następnie w Warszawie. Ostatecznie jednak napięta sytuacja militarna latem 1920 r. skłoniła Konarzewskich do wyjazdu na południe Polski. Małżonka artysty, mocno stęskniona za rodzinnymi stronami, nakłoniła go do przyjazdu na Śląsk Cieszyński, gdzie przybyli Konarzewscy jeszcze w 1920 r. Najpierw zamieszkali w Ustroniu, gdzie często bywał ksiądz Emanuel Grim – proboszcz parafii z Istebnej, który zachęcał Ludwika Konarzewskiego do przyjazdu i przeprowadzki do Istebnej. W końcu, latem 1922 r. Ludwik Konarzewski zakupił niewielki kawałek ziemi w okolicy Istebnej – Andziołówki, który od rosnących tam starych buków nazwano Bucznikiem. Tutaj, oboje postanowili wreszcie wznieść swój dom. Przy domu mieszkalnym Ludwik Konarzewski stworzył w okresie międzywojennym rodzaj warsztatów artystycznych, które z czasem przekształciły się w nieformalną szkołę plastyczną. W latach 30. nastąpił istotny rozwój tych warsztatów, a tym samym szkoły, która między innymi kultywowała i rozwijała formy miejscowego zdobnictwa, podobnie jak miało to miejsce w owym czasie w efekcie starań i wysiłków Karola i Zofii Stryjeńskich w przypadku Szkoły Przemysłu Drzewnego w Zakopanem. Warsztaty i szkoła w Istebnej wytwarzały artystyczne elementy wyposażenia wnętrz przeznaczone dla wielu miejsc i gmachów użyteczności publicznej na Śląsku Cieszyńskim i praktycznie w całej Polsce oraz do kościołów również w całym kraju. Natomiast zmarła przedwcześnie w 1932 r. żona Ludwika Konarzewskiego seniora – Jadwiga z Wałachów, w latach 20. we wspomnianej szkole prowadziła również zajęcia z zakresu tkactwa artystycznego i koronkarstwa, którego jest współtwórczynią na terenie Istebnej. Nieco zaś wcześniej, mniej więcej czasach I wojny światowej, za sprawą małżeństwa jej siostry Zuzanny z wójtem Koniakowa – Pawłem Golikiem, tradycje koronkarskie przeniosły się do tej sąsiedniej miejscowości. Zuzanna i Jadwiga Wałach, a także trzy pozostałe ich siostry, umiejętność szydełkowania posiadły od swojej matki – Jadwigi z domu Gorzołka z Istebnej. Łącznie, działalność szkoły i warsztatów artystycznych przyczyniła się ponadto znacząco do trwającego do dziś istotnego rozwoju regionalnego rzemiosła artystycznego w Beskidzie Śląskim, a tym samym także do budowy i utrwalenia tożsamości mieszkańców tych terenów.
Ponadto w okresie międzywojennym zgromadził Ludwik Konarzewski senior również różnorodną tematycznie kolekcję dóbr kultury i dzieł sztuki, którą eksponował we własnym domu mieszkalnym stwarzając w ten sposób formę lokalnego i regionalnego ośrodka kulturalnego. Wzniesione w latach 1922–1932 budynki Bucznika, te w których mieściły się wspomniane zbiory i pozostałe obiekty całego kompleksu zabudowy, zaprojektowane według koncepcji L. Konarzewskiego, a wykonane przez miejscowych cieśli, łączyły w sobie elementy zaczerpnięte z budownictwa Beskidu Śląskiego oraz stylu zakopiańskiego. Niestety pod nieobecność gospodarza podczas II wojny światowej, którą z konieczności przeżył wraz z rodziną w Krakowie, większość przedmiotów ze wspomnianej kolekcji uległa rabunkom, dewastacji lub rozproszeniu. Natomiast same budynki Bucznika – wspomnianej szkoły, budynek mieszkalny i wzniesiony obok niego, pierwszy na terenie Istebnej pensjonat, zostały rozebrane. Kiedy L. Konarzewski wraz z rodziną powrócił w 1945 r. na Bucznik, zastał tu jedynie zachowaną z okresu międzywojennego kaplicę NMP Królowej Korony Polskiej wzniesioną w 1923 r. w szczególności jako wotum za szczęśliwy powrót z wygania do Rosji.
Mimo tego i rozlicznych trudności powojennych czasów, postanowił jednak wznowić działalność szkoły plastycznej w Istebnej. Szkoła działała więc w nowo wzniesionym, po II wojnie światowej, budynku. Dzieci i młodzież uczyły się w niej oprócz malarstwa, rzeźby i rysunku, a także ceramiki. Funkcjonowała jako placówka społeczna do około 1960 r., kiedy była już prowadzona przez syna seniora Ludwika Konarzewskiego juniora, jego żonę – Joannę Konarzewską i siostrę Ludwika juniora – Marię, która nauczała tu ceramiki. Jednakże, zniszczenie w okresie okupacji domu i pracowni na Buczniku w Istebnej, spowodowało, że Ludwik Konarzewski senior poszukiwał nowego, choćby tymczasowego, miejsca schronienia i pracy. W 1945 r. wystarał się więc o pracownię w Katowicach w mansardzie kamienicy przy ul. Warszawskiej 43 w Katowicach, przy której rok później zamieszkał, skutkiem czego jeszcze mocniej związał się ze Śląskiem. Oprócz zatem działalności pedagogiczno-plastycznej w okresie powojennym w istebniańskiej szkole, w 1945 r. w Rydułtowach koło Rybnika, zakłada Ludwik Konarzewski senior wraz z synem Ludwikiem juniorem – ognisko plastyczne, które działając jako placówka państwowa przyczyniło się m.in. do ujawnienia, rozwoju i pewnego upowszechnienia lokalnej tradycji rzeźby w węglu. W rydułtowskim ognisku wstępne nauki plastyczne pobierało, podobnie jak przed i po wojnie na Buczniku w Istebnej, wielu późniejszych twórców - zarówno amatorów, jak i artystów zawodowych - wśród nich między innymi np. Zygmunt Brachmański.
Z tych powodów ostatnie lata życia Ludwika Konarzewskiego seniora to, oprócz nieprzerwanej aktywności artystycznej, intensywna praca pedagogiczna z dziećmi i młodzieżą we wspomnianych Rydułtowach oraz w Istebnej, w której przeżył ostatnie lata swego życia. Został pochowany na cmentarzu przy kościele paraf. pw. Dobrego Pasterza, w którym w 1929 r. stworzył, wraz ze swym szwagrem, kolegą i przyjacielem – Janem Wałachem, polichromię i własnego już autorstwa wystrój rzeźbiarski – istniejące do dzisiaj.
Miał sześcioro dzieci, z których dwoje: Stanisław senior oraz Kazimierz – zmarło w dzieciństwie. Pozostali, oprócz wspomnianego już Ludwika Konarzewskiego juniora – również malarza i rzeźbiarza, to: Stanisław Konarzewski – architekt – projektant m.in. powojennej już zabudowy Bucznika, wspomniana już także starsza córka Maria – artysta ceramik oraz młodsza – Jadwiga (po mężu Patykiewicz), zajmująca się tkactwem artystycznym.
Pochowany został w rodzinnym grobowcu na cmentarzu parafialnym katolickiego kościoła p. w. Dobrego Pasterza w Istebnej.

## Twórczość
Ludwik Konarzewski senior namalował około 500 obrazów, głównie pejzaży i portretów oraz od kilku do kilkunastu alegorii o treściach narodowo-religijnych i uniwersalnych. Portretował zarówno wiele osób w całej Polsce i w Rosji, jak i ludzi związanych z regionem Śląska Cieszyńskiego takich jak np. Zofię Kossak-Szczucką, Górali śląskich, czy wreszcie także członków własnej rodziny. Malował pejzaże Włoch, Rosji i całej Polski oraz oczywiście – Beskidu Śląskiego. Pracował nad całymi wnętrzami bądź ich fragmentami w blisko 50 kościołach na terenie całej Polski w jej granicach międzywojennych (polichromie, ołtarze – w tym rzeźby, ambony i chrzcielnice) oraz w budynkach użyteczności publicznej. Wiele z tych elementów wystroju wnętrz wykonywali pod jego kierunkiem uczniowie ze wspomnianej szkoły w Istebnej. L. Konarzewski jest autorem m.in. wystroju oraz polichromii kościołów w Niekłaniu Wielkim, Bukowie, Istebnej (1929 r. w – wspólnie z Janem Wałachem), w północnomałopolskich Zielenicach (nieistniejącej) i Łętkowicach, w kościele pw. Matki Boskiej Bolesnej Rybniku (nieistniejącej) oraz wielu innych na Śląsku, w Małopolsce, Wielkopolsce, na Mazowszu (tam m.in. ołtarz w kapicy prezydenckiej pw. Matki Boskiej Królowej Korony Polski w Spale), a nawet w cerkwiach we wschodnich Karpatach (m.in. Rozdół koło miasta Stryja). Malował też liczne kurtyny dla teatrów amatorskich na Śląsku Cieszyńskim w Istebnej, Ustroniu i Jabłonkowie oraz projektował i wykonywał meble i elementy wystroju wnętrz schronisk w Beskidzie Śląskim (Stożek, Górki Wielkie koło Brennej) i szkół na Śląsku Cieszyńskim (Szkoła Rolnicza w Międzyświeciu koło Skoczowa). W 1938 r., po zajęciu Zaolzia przez Polskę, tworzył wystrój wnętrz kościołów w Bukowcu oraz w Mostach koło Jabłonkowa (obecnie Czechy). W latach 1925–1927 oraz tuż po II wojnie światowej uczestniczył w wystawach indywidualnych i zbiorowych w Cieszynie i Katowicach.
Jako malarz rozwijał w indywidualny osobowo sposób sztukę Młodej Polski, stanowiącą punkt początkowy jego biografii artystycznej. Oprócz raczej neutralnych ideowo pejzaży, w których Ludwik Konarzewski senior z całym rozmiłowaniem przejawiał swe umiejętności plastyczne, przedstawiał w swych pracach także tematy narodowe, religijne, a czasem dotyczące też wartości uniwersalnych. Źródłem tego był fakt, że jego osobowość kształtował schyłkowy okres czasów zaborów, szczególnie manifestujący się zainteresowaniami oraz wzrostem znaczenia wartości narodowych i religijnych, ale także – państwowych i społecznych. Z pewnością wpływ na stan umysłowości i duchowość Ludwika Konarzewskiego seniora miało też odzyskanie niepodległości przez Polskę, co przeżył już w wieku dojrzałym. Wydarzenia te i wynikające z nich refleksje, jako artysta utrwalał w swych pracach, które tworzył jednak nie tylko jako malarz i rzeźbiarz, ale dlatego, że przyjął te doświadczenia jako szczególne wartości. Ponadto okres międzywojenny, głównie ze względu na charakter zamówień oficjalnych, przynajmniej po części sprzyjał tematyce narodowo-religijnej w sztuce. Jednak Ludwik Konarzewski senior także w swych pracach powstałych po II wojnie światowej, przejawiał swoistą i wyraźną skłonność do zainteresowania wątkami narodowymi i religijnymi, czego przykładem jest choćby, rozpoczęta w 1953 r., panorama malarska Obrona Częstochowy dla klasztoru na Jasnej Górze.
O jego preferencjach na rzecz tradycji świadczy także czysto plastyczna strona jego dzieł. Mimo że stapiał we współczesną jakość artystyczną elementy sztuki młodopolskiej, pozostał do końca życia wierny formom sztuki tradycyjnej, wyznając przy tym prostą, lecz trwałą zasadę łączności formy i treści opisanej w sposób plastycznie wyrazisty. Tę właśnie zasadę realizował z rzadko spotykaną w XX w. swobodą, będąc przy tym artystą w pełni świadomym.
Oprócz malarstwa sztalugowego i polichromii naściennych, tworzył również witraże, sztukę użytkową – głównie meble. Prace z zakresu snycerki użytkowej, mimo że najbardziej chyba bliskie młodopolskiej sztuce, stały się jednak także swoistą kroniką zdobnictwa góralskiego Beskidu Śląskiego. W Beskidzie Śląskim, gdzie ostatecznie osiedlił się w 1922 r., był też apologetą miejscowej i polskiej tradycji w zakresie budownictwa drewnianego.
Polichromie Ludwika Konarzewskiego seniora, tworzone z rozmachem we wnętrzach wielu kościołów cechuje wrażliwość na charakter estetyki otoczenia. Jako malarz celował jednak w pejzażu, tworząc czasem również, specyficzne w klimacie, portrety zwłaszcza w przypadku konterfektów członków własnej rodziny. W jego pracach, choć nie wolnych przecież od wpływów wybitnych indywidualności początku XX w., została jednak autonomicznie wykorzystana estetyka młodopolska, co w konsekwencji złożyło się na autentycznie osobistą plastyczną wizję natury i człowieka.

## Upamiętnienie
W 2024 został uhonorowany biogramem w Panteonie Górnośląskim w podziemiach katowickiej archikatedry Chrystusa Króla

## Film
- Gniazdo na Buczniku – film dokumentalny, reż. Aleksandra Dendor, TVP/Ośrodek w Katowicach, 1993 r., emisja w 1994 r. w TVP 3 i TVP 2